# Церковь Святой Екатерины (Турку)
Церковь Святой Екатерины (фин. Pyhän Katariinan kirkko ) — лютеранский средневековый храм в районе Нумми в Турку, вблизи восточного побережья реки Аурайоки.
Входит в число памятников культурного наследия Финляндии.

## История
Впервые церковь была упомянута в 1309 году в связи с возведением в сан епископа настоятели церкви в Нумми пастора Яакоба. Церковь была названа в честь святой Екатерины Александрийской и относилась к церковному приходу города Каарина.
22 января 1351 года церковь была открыта епископом Турку Хеммингом и епископом Векшё Туомасом.
В 1991 году, в ходе реорганизации церковного управления, Екатерининская церковь была отделена от лютеранского прихода города Каарина и присоединена к приходу Турку.
В 2000 году в церкви был установлен заалтарный витраж, выполненный известным в Финляндии художником и мастером витражей Ханну Конолой.
На кладбище церкви похоронен Матиас Калониус (1738—1817), финский государственный деятель, юрист, первый прокурор Великого княжества Финляндского.